# هامر اچ‌ایکس
هامر اچ ایکس (انگلیسی: Hummer HX) یک خودروی بیابانگرد، کامپکت اس‌یووی دو در است که در سال ۲۰۰۸ میلادی در نمایشگاه بین‌المللی خودروی آمریکای شمالی به نمایش درآمد.

## طراحی
هدف از طرحی هامر اچ ایکس تسخیر بخش کوچکتر و ارزان‌تر بازار توسط هامر بود.
توسعه طراحی مدل اچ ۴ در سال ۲۰۰۴ شروع شد و اندازه مدل جدید شبیه جیپ رانگلر بود.